# Kościół zamkowy w Christiansborgu

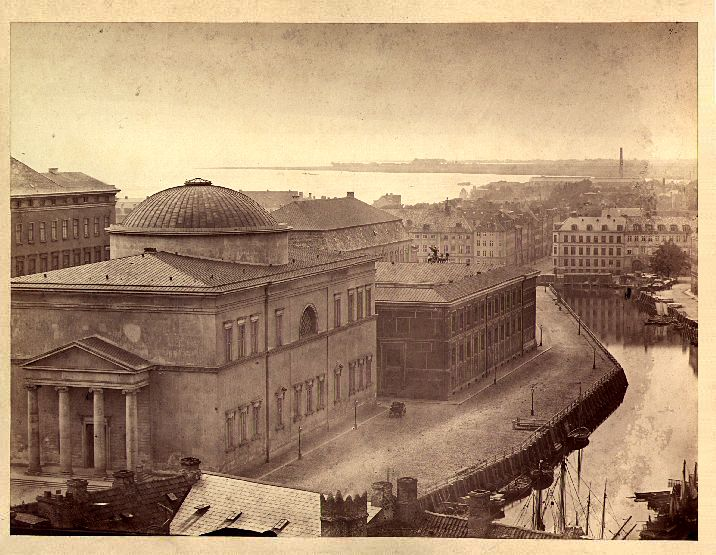
Kościół zamkowy ok. 1860

Kościół zamkowy w Christiansborgu – świątynia luterańska w Kopenhadze, wolno stojąca, połączona z zamkiem Christiansborg za pomocą bocznej galerii. 

## Świątynia
Kościół zamkowy został wybudowany w stylu klasycznym z czterokolumnowym portykiem nad głównym wejściem, oraz kopułą nad centralną częścią budynku. Kościół jest budowlą dwukondygnacyjną, posiadającą okna na każdej z kondygnacji, rozmieszczone po bocznych stronach budynku. Wnętrze świątyni składa się z westybulu, nawy głównej otoczonej nawami bocznymi i ambitem, oraz z kilku mniejszych pomieszczeń, mieszczących m.in. klatkę schodową prowadzącą na galerię na pierwszym piętrze. Wnętrze jest dobrze oświetlone, utrzymane w stylu klasycznym; jest raczej surowe i oszczędne w zdobnictwie. Znajdują się tutaj kazalnica i chrzcielnica z 1826 r. zaprojektowane przez C.F. Hansena i wykonane z porfiru z ornamentami z brązu, oraz rzeźby przedstawiające czterech ewangelistów. W ołtarzu głównym znajduje się jedynie wielki złocony krzyż, otoczony dwiema potężnymi kolumnami stanowiącymi konstrukcję świątyni, oraz dwoma wielkimi kandelabrami.

## Historia
Pierwszy kościół zamkowy powstał w latach 30. XVIII w. podczas budowy tzw. pierwszego Christiansborga, według projektu architekta Eliasa Häussera. Autorem wnętrz kościelnych był budowniczy królewski Nicolai Eigtved (1739–1742), który stworzył jedno z najpiękniejszych wnętrz duńskiego rokoko. Konsekracji świątyni dokonał biskup Zelandii, Peder Hersleb, 27 listopada 1740 r. Kościół nie posiadał wejścia od zewnątrz, a jedynie dostęp korytarzem łączącym go z zamkiem Christiansborg, co jasno wskazywało na fakt, iż od początku przeznaczony był on jedynie na użytek króla i jego dworu. Dzieło Eigtveda i Häussera okazało się jednak nietrwałe: kościół spłonął doszczętnie podczas wielkiego pożaru Christiansborga w 1794 r. Zanim do tego doszło, w kościele w 1767 r. miała miejsce koronacja Chrystiana VII i Karoliny Matyldy.
Kościół zamkowy w swej obecnej formie powstał w l. 1813–1826 według projektu duńskiego architekta Christiana Frederika Hansena (1756–1845), który za punkt wyjścia przyjął założenia antyku rzymskiego i w swoim projekcie wzorował się na architekturze Tor de’ Schiavi, antycznego mauzoleum pod Rzymem, oraz Panteonie. Przy projektowaniu kopuły kościoła artysta opierał się na podobnym renesansowym rozwiązaniu z rzymskiego kościoła S. Andrea przy Via Flaminia. Do projektu kościoła zamkowego Hansen użył szkice sporządzone przez siebie podczas podróży do Rzymu w l. 1783–1784. Kościół został poświęcony w Zielone Świątki w 1826 r.
W 1992 r., w noc przez Zielonymi Świątkami, doszło do pożaru kościoła zamkowego, który szczęśliwym trafem uniknął płomieni podczas poprzedniego wielkiego pożaru Christiansborga w 1884 r. Tym razem świątynia została uszkodzona. Powodem pożaru były fajerwerki. W czasie pożaru kopuła świątyni runęła do wnętrza, które zostało poważnie uszkodzone. Kościół został jednak pieczołowicie odrestaurowany pod kierownictwem królewskiego budowniczego Jensa Fredslunda, i poświęcony w 25-lecie panowania królowej Małgorzaty II w 1997 r. Odbudowa świątyni została uhonorowana nagrodą Europa Nostra. Do 1965 r. świątynia służyła jako kościół parafialny. Obecnie używana jest przez Duńskie Konserwatorium Królewskie jako sala koncertowa, a także podczas ceremonii otwarcia duńskiego parlamentu, Folketingu i ceremonii pogrzebowych duńskiej rodziny królewskiej. Ostatnio wykorzystany był w takiej roli w listopadzie 2000 r., kiedy w świątyni wystawiono castrum doloris z trumną królowej-matki Ingrid, a następnie w lutym 2018 r., kiedy wystawiono tam na widok publiczny trumnę ze zwłokami księcia duńskiego Henryka. 
Świątynia jest dostępna dla zwiedzających w każdą niedzielę, a w lipcu codziennie.